# Női 400 méteres gyorsúszás a 2015. évi nyári európai ifjúsági olimpiai fesztiválon
A 2015. évi nyári európai ifjúsági olimpiai fesztiválon az úszás női 400 méteres gyorsúszás versenyeit július 29.-én rendezték a Tbilisziben.

## Rekordok
A versenyt megelőzően a következő rekordok voltak érvényben:
| EYOF rekord | Mariya Bablakova (Oroszország) | 4:15,17 | Trabzon, Törökország | 2011. |

## Előfutamok
Az összesített eredmények alapján a legjobb időeredménnyel rendelkező 8 úszó jutott a döntőbe. A döntőben egy nemzet csak egy versenyzővel képviseltethette magát.
| H  | Név                          | Nemzet             | E       | Mj  |
| -- | ---------------------------- | ------------------ | ------- | --- |
| 1  | Antoinette Neamt             | Írország           | 4:18.18 | Q   |
| 2  | Késely Ajna Evelin           | Magyarország       | 4:23.01 | Q   |
| 3  | Andrea Feng Prades Rodriguez | Spanyolország      | 4:23.60 | Q   |
| 4  | Celine Rieder                | Németország        | 4:24.43 | Q   |
| 5  | Annalea Claire Davison       | Egyesült Királyság | 4:24.91 | Q   |
| 6  | Giulia Berton                | Olaszország        | 4:25.53 | Q   |
| 7  | Camille Amber Bouden         | Belgium            | 4:25.90 | Q   |
| 8  | Rebecca Mia Sutton           | Egyesült Királyság | 4:27.48 |     |
| 9  | Ariadna Escribano Trivino    | Spanyolország      | 4:27.57 |     |
| 10 | Defne Kurt                   | Törökország        | 4:29.09 | Q   |
| 11 | Sara Lettoli                 | San Marino         | 4:30.12 | T1  |
| 12 | Katrin Kristan               | Szlovénia          | 4:30.37 | T2  |
| 13 | Jade Anneke Smits            | Belgium            | 4:31.55 |     |
| 14 | Niamh Hofland                | Hollandia          | 4:31.72 |     |
| 15 | Maria Claudia Gadea          | Románia            | 4:33.62 |     |
| 16 | Elina Miasoiedova            | Ukrajna            | 4:34.25 |     |
| 17 | Mila Dragovic                | Ausztria           | 4:35.50 |     |
| 18 | Sara Racnik                  | Szlovénia          | 4:36.83 |     |
| 19 | Tereza Polcarova             | Csehország         | 4:37.45 |     |
| 20 | Sara Sofia Alves             | Portugália         | 4:39.52 |     |
| 21 | Liliya Sokal                 | Fehéroroszország   | 4:40.15 |     |
| 22 | Sofia de Luca                | Svájc              | 4:42.48 |     |
| 23 | Tatiana Potocka              | Szlovákia          | 4:44.30 |     |
| 24 | Stefania Sigurthorsdottir    | Izland             | 4:45.97 |     |
| 25 | Fatima Alkaramova            | Azerbajdzsán       | 4:48.46 |     |
| 26 | Elene Beraia                 | Grúzia             | 4:51.79 |     |
| 27 | Denitsa Georgieva            | Bulgária           | 4:53.35 |     |
| 28 | Mariam Imnadze               | Grúzia             | 4:54.64 |     |
| 29 | Vuokko Suomaeki              | Finnország         | 4:54.67 |     |
| 30 | Sini Silvennoinen            | Finnország         | 5:00.76 |     |
| -  | Foteini Metsiou              | Görögország        |         | DNS |

## Döntő
| H     | Név                          | Nemzet             | E       | Mj |
| ----- | ---------------------------- | ------------------ | ------- | -- |
| Arany | Késely Ajna Evelin           | Magyarország       | 4:15.65 |    |
| Ezüst | Antoinette Neamt             | Írország           | 4:16.61 |    |
| Bronz | Annalea Claire Davison       | Egyesült Királyság | 4:19.33 |    |
| 4     | Celine Rieder                | Németország        | 4:19.36 |    |
| 5     | Andrea Feng Prades Rodriguez | Spanyolország      | 4:22.77 |    |
| 6     | Giulia Berton                | Olaszország        | 4:22.99 |    |
| 7     | Camille Amber Bouden         | Belgium            | 4:28.30 |    |
| 8     | Defne Kurt                   | Törökország        | 4:37.72 |    |